# Violetta, il mio diario - I miei segreti, i miei sogni
Violetta, il mio diario - I miei segreti, i miei sogni è il primo libro tratto dalla telenovela argentina Violetta, pubblicato nel 2013 da Disney Libri con i testi di Silvia Gianatti.
È diventato un best seller nell'anno della pubblicazione nella classifica dei ragazzi per i libri più venduti; tradotto anche in sei lingue.

## Trama
Violetta, appena trasferitasi nella città di Buenos Aires, scrive un diario dove racconta i suoi sentimenti, i sogni e le riflessioni sull'amore, l'amicizia e la famiglia.

## Personaggi
- Violetta Castillo, narratrice
- León
- Ludmilla Ferro
- Tomás Heredia
- Francesca
- Germán Castillo
- Angela Saramago
- Camila Torres
- Maximiliano Ponte
- Natalia
- Andrés
- Luca
- Jade LaFontaine
- Napoleón
- Matías LaFontaine
- Olga
- Lisandro Ramallo
- Pablo Galindo
- Gregorio
- Roberto Benvenuto "Beto"

## Edizioni
La prima edizione in assoluto viene pubblicata in Italia il 11 gennaio del 2013, in seguito viene pubblicato in Argentina con il titolo "Violetta. Mi diario: Todos mis secretos y mis sueños" il 4 giugno dello stesso anno per l'Editorial Planeta.